# Кини Муримуривалу
Кини Муримуривалу (енгл. Kini Murimurivalu; 15. мај 1989) професионални је рагбиста и репрезентативац Фиџија, који тренутно игра за француског прволигаша Стад Рошел. Одиграо је 3 утакмице на светском првенству 2011. Примарна позиција му је аријер, а секундарна крило. Играо је и на светском првенству 2015.